# Campeonato mundial B de hockey patines masculino de 1998
El VIII Campeonato mundial B de hockey sobre patines masculino se celebró en Macao en 1998, con la participación de diecinueve Selecciones nacionales masculinas de hockey patines: una de las tres últimas clasificadas en el Campeonato mundial A de hockey patines masculino de 1997 (ni Colombia ni los Países Bajos decidieron participar) más otras dieciocho por libre inscripción. Todos los partidos se disputaron en la entonces colonia portuguesa de Macao.
Los tres primeros clasificados ascendieron al Campeonato mundial A de hockey patines masculino de 1999. Debutó la selección de Corea del Norte.

## Equipos participantes
De las 19 selecciones nacionales participantes del torneo, 3 son de Europa, 4 de América, 8 de Asia, 2 de África y 2 de Oceanía.
| Andorra         |
| Australia       |
| Austria         |
| Canadá          |
| Chile           |
| China           |
| Corea del Norte |
| Estados Unidos  |
| India           |
| Inglaterra      |
| Israel          |
| Japón           |
| Macao           |
| México          |
| Mozambique      |
| Nueva Zelanda   |
| Pakistán        |
| Sudáfrica       |
| Taiwán          |

## Primera Fase

### Grupo A
| Equipo         | Pts | PJ | PG | PE | PP | GF | GC  | DG   |
| -------------- | --- | -- | -- | -- | -- | -- | --- | ---- |
| Estados Unidos | 8   | 4  | 4  | 0  | 0  | 22 | 8   | +14  |
| Mozambique     | 5   | 4  | 2  | 1  | 1  | 64 | 10  | +54  |
| Australia      | 4   | 4  | 2  | 0  | 2  | 55 | 12  | +43  |
| Sudáfrica      | 3   | 4  | 1  | 1  | 2  | 43 | 10  | +33  |
| Taiwán         | 0   | 4  | 0  | 0  | 4  | 2  | 146 | -144 |

|                | Bandera de Taiwán | Bandera de Mozambique | Bandera de Sudáfrica | Bandera de Australia | Bandera de Estados Unidos |
| -------------- | ----------------- | --------------------- | -------------------- | -------------------- | ------------------------- |
| Taiwán         |                   |                       |                      |                      |                           |
| Mozambique     | 54-0              |                       |                      |                      |                           |
| Sudáfrica      | 39-0              | 2-2                   |                      |                      |                           |
| Australia      | 44-0              | 3-6                   | 5-1                  |                      |                           |
| Estados Unidos | 9-2               | 5-2                   | 3-1                  | 5-3                  |                           |

### Grupo B
| Equipo     | Pts | PJ | PG | PE | PP | GF | GC | DG  |
| ---------- | --- | -- | -- | -- | -- | -- | -- | --- |
| Macao      | 5   | 3  | 2  | 1  | 0  | 51 | 9  | +42 |
| Inglaterra | 5   | 3  | 2  | 1  | 0  | 47 | 7  | +40 |
| India      | 2   | 3  | 1  | 0  | 2  | 14 | 52 | -38 |
| Israel     | 0   | 3  | 0  | 0  | 3  | 6  | 50 | -44 |

|            | Bandera de Israel | Bandera de la India | Bandera de Portugal | Bandera de Inglaterra |
| ---------- | ----------------- | ------------------- | ------------------- | --------------------- |
| Israel     |                   |                     |                     |                       |
| India      | 7-5               |                     |                     |                       |
| Macao      | 28-1              | 19-4                |                     |                       |
| Inglaterra | 15-0              | 28-3                | 4-4                 |                       |

### Grupo C
| Equipo          | Pts | PJ | PG | PE | PP | GF | GC | DG  |
| --------------- | --- | -- | -- | -- | -- | -- | -- | --- |
| Andorra         | 8   | 4  | 4  | 0  | 0  | 45 | 11 | +34 |
| Japón           | 4   | 4  | 2  | 0  | 2  | 24 | 18 | +6  |
| Canadá          | 4   | 4  | 2  | 0  | 2  | 20 | 35 | -15 |
| Corea del Norte | 2   | 4  | 1  | 0  | 3  | 16 | 36 | -20 |
| Nueva Zelanda   | 2   | 4  | 1  | 0  | 3  | 21 | 26 | -5  |

|                 | Bandera de Corea del Norte | Bandera de Nueva Zelanda | Bandera de Japón | Bandera de Canadá | Bandera de Andorra |
| --------------- | -------------------------- | ------------------------ | ---------------- | ----------------- | ------------------ |
| Corea del Norte |                            |                          |                  |                   |                    |
| Nueva Zelanda   | 2-4                        |                          |                  |                   |                    |
| Japón           | 9-3                        | 3-6                      |                  |                   |                    |
| Canadá          | 6-5                        | 10-8                     | 4-10             |                   |                    |
| Andorra         | 19-4                       | 9-5                      | 5-2              | 12-0              |                    |

1. ↑  Corea del Norte, a igualdad de puntos, superó a Nueva Zelanda gracias al mejor goal-average particular (venció en el partido disputado entre ambos equipos).

### Grupo D
| Equipo   | Pts | PJ | PG | PE | PP | GF | GC | DG  |
| -------- | --- | -- | -- | -- | -- | -- | -- | --- |
| Chile    | 8   | 4  | 4  | 0  | 0  | 54 | 4  | +50 |
| Austria  | 6   | 4  | 3  | 0  | 1  | 40 | 13 | +27 |
| China    | 3   | 4  | 1  | 1  | 2  | 18 | 33 | -15 |
| México   | 2   | 4  | 1  | 0  | 3  | 20 | 29 | -9  |
| Pakistán | 1   | 4  | 0  | 1  | 3  | 16 | 69 | -53 |

|          | Bandera de Pakistán | Bandera de la República Popular China | Bandera de México | Bandera de Austria | Bandera de Chile |
| -------- | ------------------- | ------------------------------------- | ----------------- | ------------------ | ---------------- |
| Pakistán |                     |                                       |                   |                    |                  |
| China    | 9-9                 |                                       |                   |                    |                  |
| México   | 11-5                | 5-7                                   |                   |                    |                  |
| Austria  | 20-1                | 13-1                                  | 6-3               |                    |                  |
| Chile    | 29-1                | 6-1                                   | 11-1              | 8-1                |                  |

## Segunda Fase
Los primeros y segundos de cada grupo de la primera fase se clasificaron para los cuartos de final. Los  terceros de cada grupo disputaron los puestos 9.º al 12.º. Los cuartos de cada grupo compitieron para las plazas 13.ª a la 16.ª. Los quintos de cada grupo lucharon por las tres últimas plazas. 

### Grupo 9-12
| Equipo    | Pts | PJ | PG | PE | PP | GF | GC | DG  |
| --------- | --- | -- | -- | -- | -- | -- | -- | --- |
| Australia | 6   | 3  | 3  | 0  | 0  | 23 | 2  | +21 |
| Canadá    | 4   | 3  | 2  | 0  | 1  | 24 | 16 | +8  |
| China     | 2   | 3  | 1  | 0  | 2  | 10 | 14 | -4  |
| India     | 0   | 3  | 0  | 0  | 3  | 9  | 34 | -25 |

|           | Bandera de la India | Bandera de la República Popular China | Bandera de Canadá | Bandera de Australia |
| --------- | ------------------- | ------------------------------------- | ----------------- | -------------------- |
| India     |                     |                                       |                   |                      |
| China     | 5-1                 |                                       |                   |                      |
| Canadá    | 15-7                | 8-5                                   |                   |                      |
| Australia | 14-1                | 5-0                                   | 4-1               |                      |

### Grupo 13-16
| Equipo          | Pts | PJ | PG | PE | PP | GF | GC | DG  |
| --------------- | --- | -- | -- | -- | -- | -- | -- | --- |
| Corea del Norte | 6   | 3  | 3  | 0  | 0  | 24 | 8  | +16 |
| Sudáfrica       | 4   | 3  | 2  | 0  | 1  | 21 | 10 | +11 |
| México          | 2   | 3  | 1  | 0  | 2  | 16 | 17 | -1  |
| Israel          | 0   | 3  | 0  | 0  | 3  | 9  | 35 | -26 |

|                 | Bandera de Israel | Bandera de México | Bandera de Sudáfrica | Bandera de Corea del Norte |
| --------------- | ----------------- | ----------------- | -------------------- | -------------------------- |
| Israel          |                   |                   |                      |                            |
| México          | 10-4              |                   |                      |                            |
| Sudáfrica       | 14-3              | 4-3               |                      |                            |
| Corea del Norte | 11-2              | 9-3               | 4-3                  |                            |

### Grupo 17-19
| Equipo        | Pts | PJ | PG | PE | PP | GF | GC | DG  |
| ------------- | --- | -- | -- | -- | -- | -- | -- | --- |
| Nueva Zelanda | 4   | 2  | 2  | 0  | 0  | 32 | 3  | +29 |
| Pakistán      | 2   | 2  | 1  | 0  | 1  | 15 | 17 | -2  |
| Taiwán        | 0   | 2  | 0  | 0  | 2  | 5  | 32 | -27 |

|               | Bandera de Taiwán | Bandera de Pakistán | Bandera de Nueva Zelanda |
| ------------- | ----------------- | ------------------- | ------------------------ |
| Taiwán        |                   |                     |                          |
| Pakistán      | 13-4              |                     |                          |
| Nueva Zelanda | 19-1              | 13-2                |                          |

## Fase Final
|  | Cuartos de final | Cuartos de final |                |         | Semifinales            | Semifinales            |  |  | Final | Final |
|  |                  |                  |                |         |                        |                        |  |  |       |       |
|  |                  |                  |                |         |                        |                        |  |  |       |       |
|  |                  |                  |                |         |                        |                        |  |  |       |       |
|  | Macao            | 2                |                |         |                        |                        |  |  |       |       |
|  | Macao            | 2                |                |         |                        |                        |  |  |       |       |
|  | Mozambique       | 8                |                |         |                        |                        |  |  |       |       |
|  | Mozambique       | 8                | Mozambique     | 3       |                        |                        |  |  |       |       |
|  |                  |                  | Mozambique     | 3       |                        |                        |  |  |       |       |
|  |                  | Chile            | 4              |         |                        |                        |  |  |       |       |
|  | Chile            | Chile            | 4              | 9       |                        |                        |  |  |       |       |
|  | Chile            |                  |                | 9       |                        |                        |  |  |       |       |
|  | Japón            | 1                |                |         |                        |                        |  |  |       |       |
|  | Japón            | 1                | Chile          | 5       |                        |                        |  |  |       |       |
|  |                  |                  | Chile          | 5       |                        |                        |  |  |       |       |
|  |                  | Estados Unidos   | 4              |         |                        |                        |  |  |       |       |
|  | Estados Unidos   | Estados Unidos   | 4              | 9       |                        |                        |  |  |       |       |
|  | Estados Unidos   |                  |                | 9       |                        |                        |  |  |       |       |
|  | Inglaterra       | 2                |                |         |                        |                        |  |  |       |       |
|  | Inglaterra       | 2                | Estados Unidos | 9       | Tercer y cuarto puesto | Tercer y cuarto puesto |  |  |       |       |
|  |                  |                  | Estados Unidos | 9       | Tercer y cuarto puesto | Tercer y cuarto puesto |  |  |       |       |
|  |                  | Andorra          | 2              |         |                        |                        |  |  |       |       |
|  | Andorra          | Andorra          | 2              | 5       | Mozambique             | 7                      |  |  |       |       |
|  | Andorra          |                  |                | 5       | Mozambique             | 7                      |  |  |       |       |
|  | Austria          | 1                |                | Andorra | 4                      |                        |  |  |       |       |
|  | Austria          | 1                |                |         | 4                      |                        |  |  |       |       |
|  |                  |                  |                |         |                        |                        |  |  |       |       |
|  |                  |                  |                |         |                        |                        |  |  |       |       |

|  | Eliminatoria del 5.º al 8.º | Eliminatoria del 5.º al 8.º |   |       | 5.º y 6.º | 5.º y 6.º |  |
|  |                             |                             |   |       |           |           |  |
|  |                             |                             |   |       |           |           |  |
|  |                             |                             |   |       |           |           |  |
|  | Macao                       | 6                           |   |       |           |           |  |
|  | Japón                       | 3                           |   |       |           |           |  |
|  |                             |                             |   |       |           |           |  |
|  |                             |                             |   |       |           |           |  |
|  |                             |                             |   |       | Macao     | 5         |  |
|  |                             | Inglaterra                  | 4 |       |           |           |  |
|  |                             |                             |   |       |           |           |  |
|  |                             |                             |   |       |           |           |  |
|  |                             |                             |   |       | 7.º y 8.º |           |  |
|  |                             |                             |   |       |           |           |  |
|  | Inglaterra                  | 8                           |   | Japón | 1         |           |  |
|  | Austria                     | 7                           |   |       | Austria   | 2         |  |

## Clasificación final
| 1. Chile            |
| 2. Estados Unidos   |
| 3. Mozambique       |
| 4. Andorra          |
| 5. Macao            |
| 6. Inglaterra       |
| 7. Austria          |
| 8. Japón            |
| 9. Australia        |
| 10. Canadá          |
| 11. China           |
| 12. India           |
| 13. Corea del Norte |
| 14. Sudáfrica       |
| 15. México          |
| 16. Israel          |
| 17. Nueva Zelanda   |
| 18. Pakistán        |
| 19. Taiwán          |